# Frost
Kjetil-Vidar Haraldstad (uměleckým jménem Frost), (* 28. června 1973 Øyer) je norský bubeník black metalové skupiny Satyricon a skupiny 1349.

## Život
V minulosti hrál se skupinami Gorgoroth, Zyklon-B, Gehenna a Keep Of Kalessin. Později se skupinou Satyricon nahrál demo The Forest is My Throne a poté se skupinou začal hrát na plný úvazek. Na bicí hraje různými styly. Se skupinou 1349 i skupinou Satyricon využívá tzv. blast beats. Tohoto stylu využil i na pátém albu skupiny 1349 Demonoir.
Kvůli jeho trestnému činu výtržnosti v 90. letech 20. století mu byla Ministerstvem vnitřní bezpečnosti Spojených států amerických zamítnuta žádost o pracovní vízum, kterého chtěl využít během turné skupiny Satyricon v Severní Americe. Na zájezdech se skupinou 1349 před rokem 2008 ho nahradil Tony Laurean. Pro neudělení víza po severní Americe ho ve skupině Satyricon nahradil Joey Jordison a Trym Torson.
Nyní při hře používá bubny Mapex a činely Trick, ačkoli byl známý také používáním bubnů Pearl a činelů Sabian a Wuhan China. V současné době studuje matematiku na vysoké škole v Oslu.

## Diskografie
| Rok  | Název                          | Kapely           |
| ---- | ------------------------------ | ---------------- |
| 1993 | Dark Medieval Times            | Satyricon        |
| 1994 | The Shadowthrone               | Satyricon        |
| 1995 | Blood Must be Shed             | Zyklon-B         |
| 1996 | Nemesis Divina                 | Satyricon        |
| 1996 | Antichrist                     | Gorgoroth        |
| 1998 | Destroyer                      | Gorgoroth        |
| 1999 | Rebel Extravaganza             | Satyricon        |
| 2000 | 1349                           | 1349             |
| 2002 | Volcano                        | Satyricon        |
| 2003 | Reclaim                        | Keep of Kalessin |
| 2003 | Liberation                     | 1349             |
| 2004 | Beyond the Apocalypse          | 1349             |
| 2005 | Hellfire                       | 1349             |
| 2005 | WW                             | Gehenna          |
| 2006 | Ad Majorem Sathanas Gloriam    | Gorgoroth        |
| 2006 | Now, Diabolical                | Satyricon        |
| 2008 | The Age of Nero                | Satyricon        |
| 2009 | Revelations Of the Black Flame | 1349             |
| 2010 | The Underworld Regime          | Ov Hell          |
| 2010 | Demonoir                       | 1349             |
| 2013 | Satyricon                      | Satyricon        |
| 2014 | Massive Cauldron of Chaos      | 1349             |